# Istituto di George Eliava

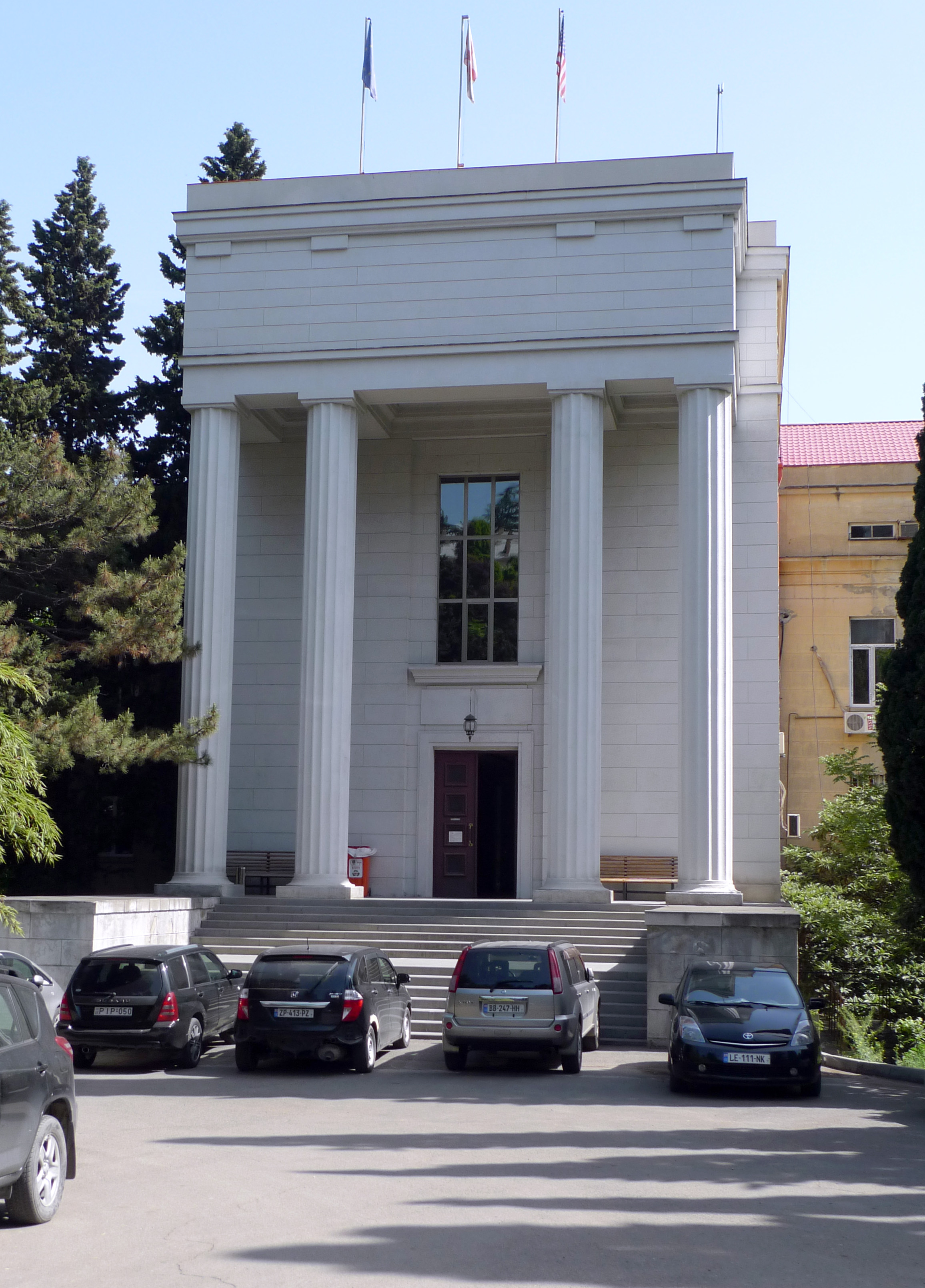
Istituto George Eliava

L'Istituto di Tbilisi, ora denominato Istituto di Batteriofagia, Microbiologia e Virologia George Eliava (IBMV), è stato fondato a Tbilisi nel 1923.  È attivo sin dagli anni '30 del XX secolo nel campo della terapia dei fagi, che è utilizzata per combattere infezioni microbiche (cfr. ceppi resistenti agli antibiotici).

## Storia
L'istituto fu fondato nel 1923 dal microbiologo George Eliava. Nel 1926 si reca in Francia e incontra Félix Hubert d'Hérelle all'Istituto Pasteur, con il quale lavora per un breve periodo. L'incontro fra i due studioso sfocerà in una profonda amicizia e stima reciproca. D'Hérelle si rese varie volte all'istituto georgiano dal 1933 al 1935, per lavorare e collaborare con il suo ex-allievo allo studio della terapia dei fagi. D'Hérelle, che era stato invitato da Iosif Stalin a lavorare sui batteriofagi, interruppe i suoi viaggi in Georgia a seguito della cattura di Eliava e della sua fucilazione.
L'istituto continuò a prosperare e nel suo momento di gloria aveva circa 120 persone nello staf scientifico e circa 600 che lavoravano alla produzione dei batteriofagi, vaccini e sieri. Con l'arrivo degli antibiotici l'attività dell'istituto rallentò leggermente anche se rimase il centro di produzione per tutta l'Unione sovietica. 
Oggigiorno l'Istituto George Eliava funziona grazie alle sovvenzioni della Georgia e soprattutto di associazioni occidentali. Nel tempo è riuscito a mantenere il suo ruolo di punta nella ricerca dei batteriofagi, arrivando a possederne la collezione più ricca del mondo. È sorta inoltre una clinica per soddisfare le richieste dei pazienti, la quale lavora in collaborazione con l'istituto di ricerca.